# نابليون واليهود

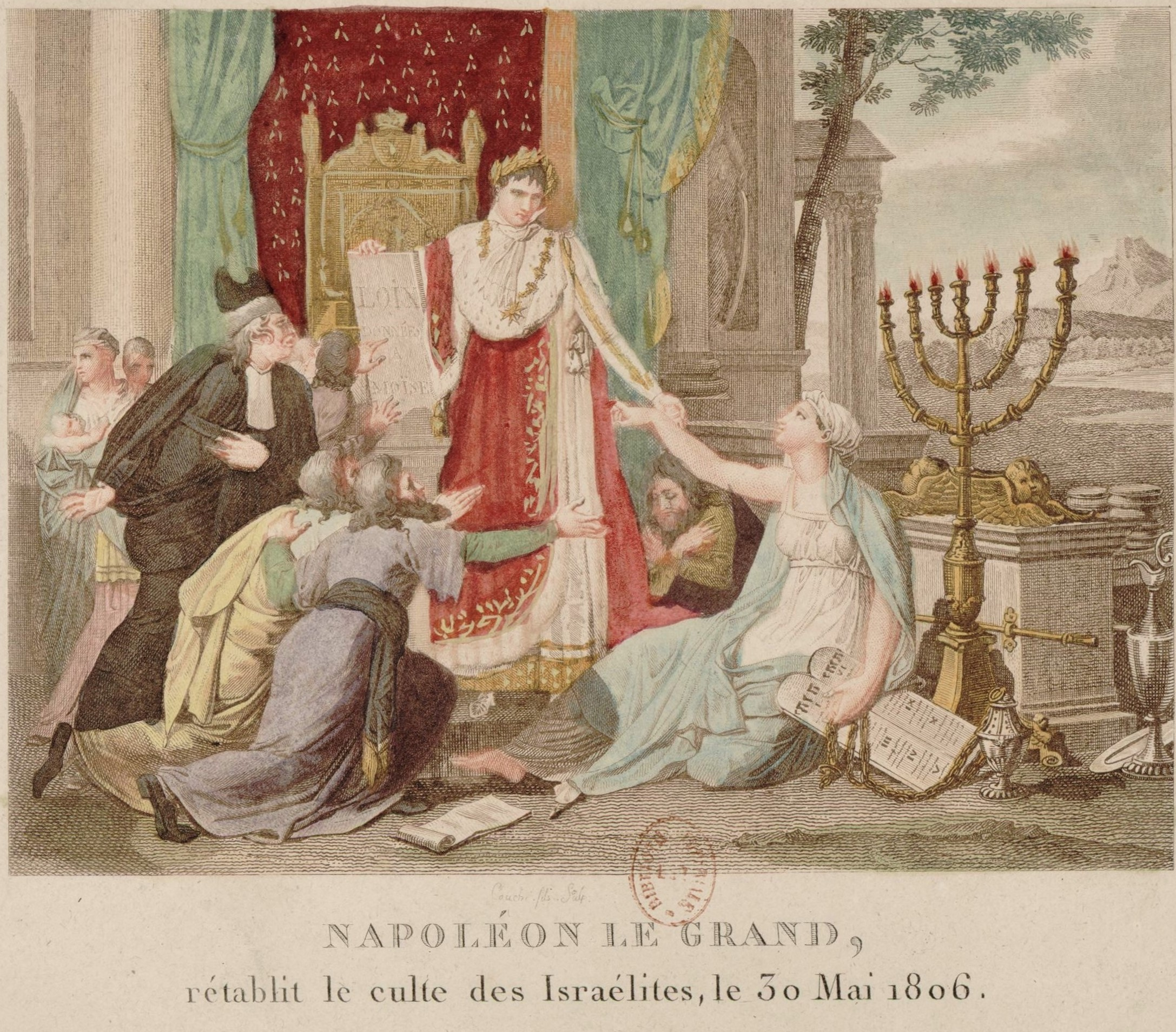
صورت الصحافة الفرنسية في 1806 نابليون وهو يمنح حرية ممارسة العقيدة لليهود.

أُقرّت أولى القوانين التي تهدف إلى تحرير اليهود في فرنسا خلال الثورة الفرنسية، حيث مُنحوا حقوق المواطنة المتساوية مع باقي المواطنين الفرنسيين. وفي البلدان التي غزاها نابليون بونابرت خلال الحروب النابليونية تحت حكم القنصلية والإمبراطورية الفرنسية، قام بتحرير اليهود وقدم العديد من أفكار الحرية. ألغى القوانين القديمة التي كانت تقيّد اليهود بالإقامة في الأحياء اليهودية (الغيتو)، وأزال إجبارهم على ارتداء نجمة داود للتعريف بهم. وفي مالطا، أنهى استعباد اليهود وسمح ببناء كنيس هناك. كما رفع القوانين التي كانت تحدّ من حقوق اليهود في الملكية والعبادة وبعض المهن. في إطار تطلعاته لتحقيق نصر في الأرض المقدسة الذي لم يتحقق، كتب إعلانًا نُشر في أبريل 1799 حول إقامة وطن يهودي هناك.
في محاولة لتعزيز اندماج اليهود في المجتمع الفرنسي، اتبع نابليون سياسات قلّلت من خصوصية اليهود وانعزالهم. شملت هذه السياسات تقييد ممارسة اليهود للإقراض المالي بموجب مرسوم بشأن اليهود والربا (1806)، وتحديد المناطق التي يُسمح لليهود بالهجرة إليها، وإلزامهم باعتماد أسماء رسمية. بالإضافة إلى ذلك، أسس نظام «المجالس الدينية (Consistories)»، الذي استُخدم كأداة حكومية لتنظيم الحياة الدينية اليهودية.
اختلف المؤرخون حول نوايا نابليون من وراء هذه الإجراءات وحول مشاعره الشخصية والسياسية تجاه المجتمع اليهودي. يرى البعض أن دوافعه كانت سياسية بحتة، دون تعاطف حقيقي مع اليهود. وقد لاقت سياساته معارضة من زعماء الملكيات الأوروبية الأخرى. ومع هزيمته على يد التحالف المناهض لفرنسا، شهدت العديد من الدول التي اجتاحتها الثورة المضادة إعادة فرض التدابير التمييزية ضد اليهود.

## ردود أفعال القوى الأوروبية الكبرى
عارض الإمبراطور الروسي ألكسندر الأول سياسات نابليون المتعلقة بتحرير اليهود وإنشاء «السنهدرين الكبير». وأدان بشدة الحريات التي منحها نابليون لليهود، مطالبًا الكنيسة الأرثوذكسية الروسية بالتصدي لهذه السياسات الدينية المتسامحة. كما وصف الإمبراطور الفرنسي في إعلان رسمي بأنه «المسيح الدجال» و«عدو الله». وأصدر المجمع المقدس في موسكو بيانًا نصه: «سعيًا لتدمير أسس الكنائس المسيحية، دعا إمبراطور الفرنسيين جميع المجامع اليهودية إلى عاصمته، ويعتزم إنشاء سنهدرين عبري جديد، وهو المجلس نفسه الذي يُذكر في الكتاب المقدس والأنجيل أنه حكم بالموت (بالصلب) على الشخصية المعظمة والمقدسة، يسوع الناصري».
تمكن ألكسندر من الضغط على نابليون لتوقيع مرسوم في 17 مارس 1808 يحدّ من الحريات الممنوحة لليهود. في المقابل، كان نابليون يأمل أن يسهم هذا التنازل في إقناع القيصر الروسي بإقناع البريطانيين بالتفاوض على السلام مع فرنسا. ومع ذلك، عندما لم تتحقق هذه التوقعات، ألغى نابليون المرسوم فعليًا بعد ثلاثة أشهر، حيث سمح للسلطات المحلية بإعادة تنفيذ إصلاحاته السابقة. نتيجة لذلك، أعادت أكثر من نصف المقاطعات الفرنسية تطبيق الحريات المدنية التي كان قد منحها لليهود.
في النمسا، عبّر المستشار كليمنس فون مترنيخ عن قلقه من أن سياسات نابليون تجاه اليهود قد تدفعهم للاعتقاد بأنه المسيح المنتظر، قائلًا: «أخشى أن يعتقد اليهود أن (نابليون) هو المسيح الموعود لهم».
أما في بروسيا، فقد أعرب قادة الكنيسة اللوثرية عن معارضتهم الشديدة لإجراءات نابليون. في الممالك الإيطالية، أبدت المواقف تجاه تصرفات نابليون شكوكًا، لكنها لم تصل إلى مستوى المعارضة العنيفة.
في المقابل، رفضت الحكومة البريطانية، التي كانت في حالة حرب مع نابليون، مبادئ وعقيدة «السنهدريم الكبير». واللافت أن اليهود في بريطانيا ظلوا يواجهون قيودًا في حقوقهم السياسية؛ فعلى سبيل المثال، لم يتمكن ليونيل روتشيلد، الذي انتُخب ثلاث مرات لعضوية البرلمان، من شغل مقعده إلا بعد صدور قانون عام 1858 الذي أزال هذه القيود.

## إرث نابليون
كان لنابليون بونابرت تأثير بالغ على اليهود في أوروبا يتجاوز المراسيم القانونية التي أصدرها. من خلال تفكيك الطبقات الإقطاعية في وسط أوروبا وتقديم مبدأ المساواة الذي حملته الثورة الفرنسية، حقق نابليون ما لم تحققه القرون الثلاثة السابقة فيما يخص تحرير اليهود.
كجزء من اعترافه بالجالية اليهودية، أنشأ نابليون «السنهدريم الإسرائيلي الوطني» في فرنسا. كان الهدف من هذا الكيان أن يصبح السلطة المركزية لتنظيم الحياة الدينية والاجتماعية لليهود في الإمبراطورية الفرنسية. وعلاوة على ذلك، أسس نابليون العديد من السنهدريمات الإقليمية في أنحاء إمبراطوريته، وكان «السنهدريم الإسرائيلي» هو السنهدريم الرئيسي، المسؤول عن الإشراف على السنهدريمات الإقليمية المختلفة. كانت السنهدريمات الإقليمية مسؤولة عن الجوانب الاقتصادية والدينية للحياة اليهودية.
تكوّن كل سنهدريم إقليمي من مجلس يتألف عادة من خمسة أفراد، بما في ذلك، حاخام وفي الغالب، اثنان من الحاخامات والبقية من الأفراد العلمانيين الذين كانوا يعيشون في المناطق التي يشرف عليها السنهدريم. في فرنسا، كان «السنهدريم الإسرائيلي» يتكون من ثلاث حاخامات وشخصين علمانيين. وكان هناك مجلس مشرف على السنهدريم الإسرائيلي ونظام السنهدريم بشكل عام، يتكون من 25 عضوًا. هؤلاء الأعضاء، وهم جميعًا من اليهود، كان يتم تعيينهم من قبل المحافظين، مما منح الحكومة الفرنسية القدرة على تنظيم نظام السنهدريم والسيطرة على العديد من جوانب الحياة اليهودية.
على نفس المنوال، أنشأ نابليون «سنهدريم الإسرائيليين الملكي في ويستفاليا» لليهود، والذي أصبح نموذجًا للدول الألمانية الأخرى حتى بعد سقوط نابليون. كما حسّن نابليون وضع اليهود في مقاطعات الراين البروسية بشكل دائم من خلال حكمه على هذه المنطقة. سجل هاينريش هاينه ولودفيغ بورني شعورهما بالالتزام بمبادئ نابليون في عمله. وقد اعتبر يهود ألمانيا بشكل خاص نابليون على أنه الرائد الأساسي لتحرير اليهود في ألمانيا. وعندما طالبت الحكومة اليهود باختيار أسماء عائلية وفقًا للنموذج السائد، يُقال إن البعض اختار اسم «شونثايل»، وهو ترجمة لـ «بونابرت». في الغيتوهات اليهودية، نشأت أساطير حول أفعال نابليون. كتب الكاتب الإيطالي في القرن العشرين برونو ليفي أن اليهود الإيطاليين غالبًا ما اختاروا اسم «نابوليون» أو «بونابرت» اسمًا لهم لتكريم محررهم التاريخي.